# XI Giochi centramericani e caraibici
Gli XI Giochi centramericani e caraibici si sono celebrati nella città di Panama dal 28 febbraio al 13 marzo del 1970.

## Storia
Approfittando della trasferta della sua nazionale, il calciatore cubano Rafael Argüelles, in dissidio con il regime castrista, abbandonò il ritiro della sua squadra e si rifugiò nell'ambasciata nicaraguense ove ottenne asilo.

## Medagliere
In quest'edizione Cuba dominò nel medagliere ottenendo una differenza di più di 50 medaglie rispetto al suo avversario più vicino.